# Elodia morio
Elodia morio är en tvåvingeart som först beskrevs av Fallen 1820.  Elodia morio ingår i släktet Elodia och familjen parasitflugor. Arten är reproducerande i Sverige. Inga underarter finns listade i Catalogue of Life.